# Ture Rangström
Ture Rangström (Estocolmo, 1884 - 1947), compositor y director de orquesta sueco. Estudió entre otros con Hans Pfitzner en Berlín entre 1905 y 1906. Siguió las corrientes wagnerianas y románticas. Autor de tres óperas (Kronbruden 1915), 4 sinfonías y música de cámara y vocal.
- Datos: Q1117342
- Multimedia: Ture Rangström (composer) / Q1117342